# Menneskejægere
 Ikke at forveksle med Menneskejægeren.
Menneskejægere er en dansk stum kriminalfilm fra 1912 produceret af Fotorama. Filmen beskrives af producenten som "En Virkelighedsskildring af Landsbyens Idyl og Storbyens Faldgruber". Manuskriptet er skrevet af Johannes Pedersen, der også skrev og instruerede I Bondefangerkløer med det samme tema. I forordet til filmens program forklarer Johannes Pederen, at filmen er skabt for at advare publikum mod menneske lavhed og lumpenhed. Filmens instruktør er ukendt.
Filmen havde premiere i den 6. maj 1912 i Biograf-Teatret i Aarhus.

## Handling
En mejerist har sparet op og beslutter med sin forlovede, at flytte fra landet ind til byen. Han søger stilling, men falder i kløerne på en bande svindlere, der narrer alle hans penge fra ham ved hjælp af diverse svindelnumre. Mejeristen ender på politistationen, hvor svindlerne også er blevet anholdt, da politiet ryddede en spillebule. Sagens sammenhæng bliver opklaret og mejeristen får sine penge igen. Mejeristens forlovede ankommer til storbyen, og parret forenes.

## Medvirkende
- Marie Niedermann - "Provins-Komtessen"
- Aage Garde
- Aage Fønss - "Sømmet"
- Alfred Arnbak - Tjenestekarlen
- Philip Bech - Proprietæren

- Philip Bech som Mejerist Nielsen
- Laura Mogensen som Ane, mejeristens kæreste
- Jenny Roelsgaard som "Nattens dronning"
- Ernst Munkeboe, som Landsbysmeden, Anes far
- Ellen Feldmann som "Røde Grethe"
- Gunnar Helsengreen som "Kloen", Røde Grethes kæreste
- Aage Schmidt som  "Plade-Sørensen", svindler
- Alfred Cohn som "Krølle-Karl", svindler
- Martha Helsengreen som Madam Hansen
- Peter Nielsen som "Spillernes Skræk", en opdager